# Craugastor megacephalus
Espèce
Synonymes
- Lithodytes megacephalus Cope, 1875
- Eleutherodactylus megacephalus (Cope, 1875)

Statut de conservation UICN

 LC  : Préoccupation mineure
Craugastor megacephalus est une espèce d'amphibiens de la famille des Craugastoridae.

## Répartition
Cette espèce se rencontre du niveau de la mer à 1 200 m d'altitude dans l'est du Honduras, dans l'Est du Nicaragua, au Costa Rica et dans l'ouest du Panamá.

## Description

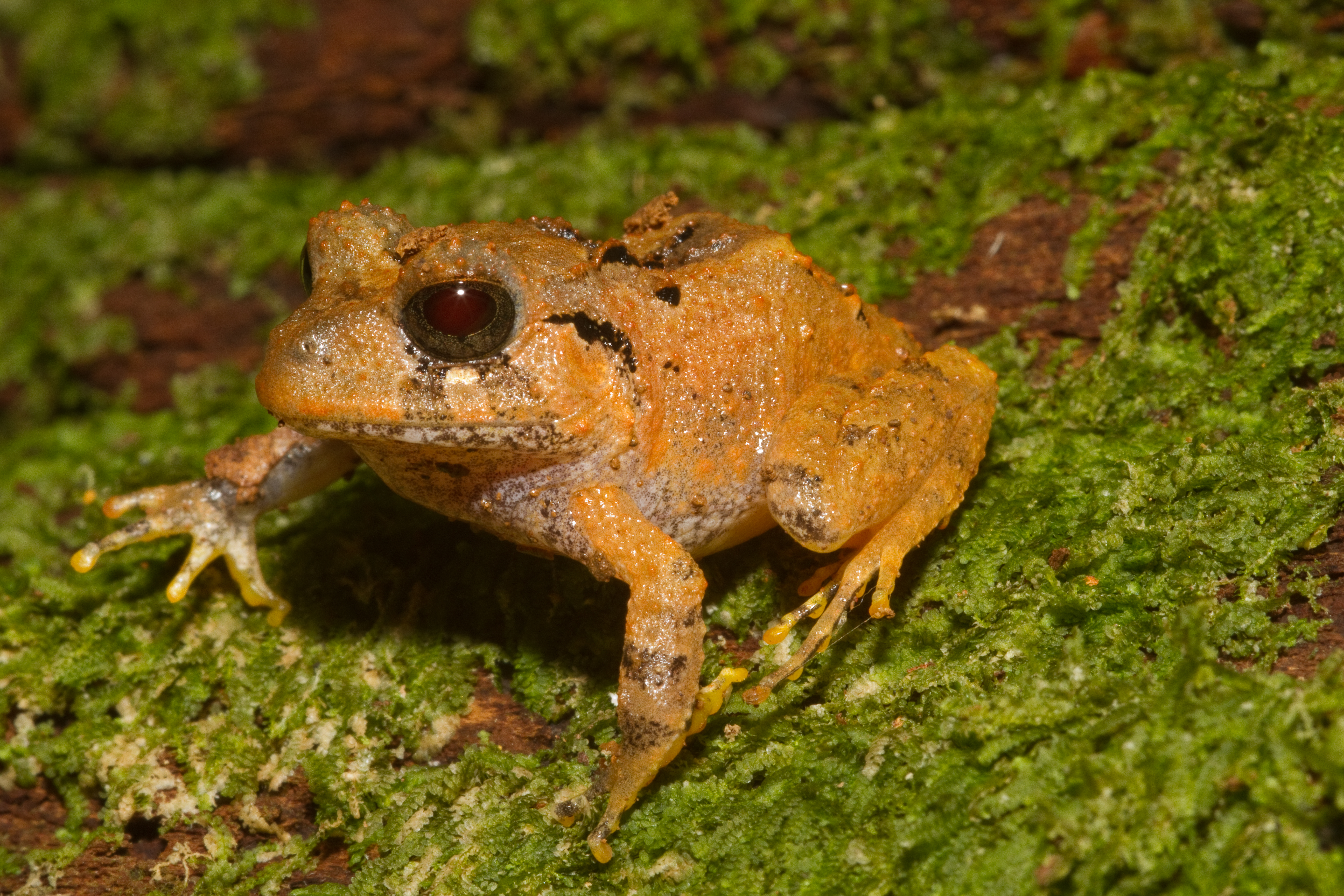
Craugastor megacephalus

Les mâles mesurent de 30 à 43 mm et les femelles de 50 à 70 mm.

## Publication originale
- Cope, 1876 "1875" : On the Batrachia and Reptilia of Costa Rica : With notes on the herpetology and ichthyology of Nicaragua and Peru. Journal of the Academy of Natural Sciences of Philadelphia, sér. 2, vol. 8, p. 93–154 (texte intégral).